# Nikostratos von Trapezunt
Nikostratos von Trapezunt war ein antiker griechischer Geschichtsschreiber. Er lebte in der Zeit der Reichskrise des 3. Jahrhunderts.
Über Nikostratos, der aus Trapezunt an der Schwarzmeerküste stammte, ist fast nichts bekannt. Aus einer Notiz in der Kirchengeschichte des Euagrios Scholastikos (spätes 6. Jahrhundert) geht hervor, dass er ein Geschichtswerk verfasste, das nicht erhalten ist:
Im Werk von Nikostratos, dem Sophisten aus Trapezunt, werden die Ereignisse von Philippus, dem Nachfolger Gordians, bis zu Odainathos aus Palmyra und dem schmachvollen Feldzug Valerians gegen die Perser dargelegt.
Das Werk behandelte demnach die Zeit von 244 bis zur Niederlage Valerians gegen die Sassaniden und die Kämpfe des Septimius Odaenathus von Palmyra gegen die Perser zu Beginn der sechziger Jahre des 3. Jahrhunderts. In der Forschung wurde die Vermutung geäußert, dass Nikostratos in seinem Werk Odaenathus verherrlichte und versuchte, ihn als den römischen Kaisern ebenbürtigen, durch seine Erfolge gegen die Perser sogar überlegenen Herrscher darzustellen. Deshalb könnte sein Geschichtswerk im Umfeld des Hofs von Palmyra entstanden sein.
Nikostratos gehört zu einer Reihe von griechischsprachigen Historikern, die im 3. Jahrhundert tätig waren, wie etwa Cassius Dio, Herodian, Ephoros der Jüngere, Philostratos von Athen und Dexippos. Euagrios spricht noch von einigen anderen Geschichtsschreibern dieser Zeit, deren Werke wie das des Nikostratos nicht erhalten sind – etwa von einem gewissen Eusebios, den manche Forscher (wohl unzutreffend) mit Eusebius von Nantes gleichsetzen wollen.

## Ausgabe mit Übersetzung
- Bruno Bleckmann, Jonathan Groß: Historiker der Reichskrise des 3. Jahrhunderts I (Kleine und fragmentarische Historiker der Spätantike). Paderborn 2016, ISBN 978-3-506-78490-2, S. 67–73.